# Prosper Guéranger

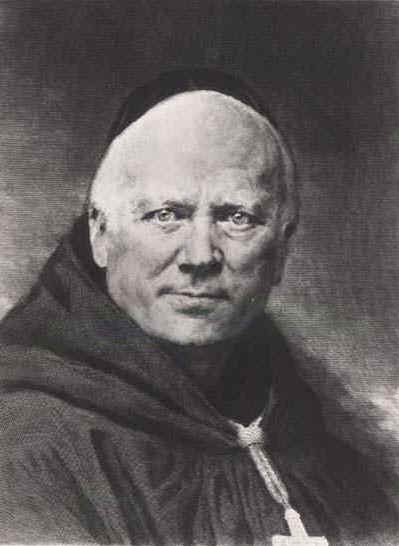
Dom Prosper Guéranger

Prosper Louis Pascal Guéranger OSB (Sablé-sur-Sarthe, 4 april 1805 - Solesmes, 30 januari 1875) was een Franse benedictijn die vooral bekendstaat voor zijn studie van het gregoriaans en de herstichting van de Abdij van Solesmes.
Hij was aanvankelijk seculier priester in Le Mans. Hij had geschiedenis gestudeerd en was geraakt door het romantische ideaal de Kerk in al haar schoonheid te rehabiliteren. Ook stond hij onder invloed van het ultramontanisme zoals Lamennais dit propageerde. Hij kocht in 1832 een vervallen abdij in Solesmes bij Angers, waar hij met vijf metgezellen de monastieke traditie van St. Benedictus van Nursia in Frankrijk wilde herstellen. Zijn ideaal was dat de liturgie in zijn abdij een modelliturgie van ongeëvenaarde rituele schoonheid zou worden. Als abt kreeg hij in 1837 toestemming van paus Gregorius XVI om de liturgie van de Kerk in Frankrijk weer gezond te maken. De abdij werd het moederklooster van een nieuwe benedictijnse congregatie: de Franse congregatie, ook wel Congregatie van Solesmes genoemd. Tot 1969 behoorden ook alle Nederlandse benedictijnenkloosters tot deze congregatie (thans nog enkel de Abdij Sint-Benedictusberg in Mamelis).
In 1865 stichtte hij Sainte-Madeleine de Marseille, een gemeenschap die later naar Hautecombe en daarna naar Ganagobie zou verhuizen.
Guéranger streed met succes tegen neo-gallicaanse liturgieën. Rond 1870 waren alle lokale liturgieën verdwenen en was overal de Romeinse eenheidsliturgie hersteld. Er kon nog niet worden gesproken van een Liturgische Beweging, maar toch ontstond er hernieuwde belangstelling voor liturgie, die Guéranger beschouwde als bron van ware godsdienstigheid. Zijn werk, hoewel sommigen het wetenschappelijk gezien amateuristisch noemen, betekende een stimulans voor de liturgiehistorische en liturgiewetenschappelijke studie. In deze periode kwam de liturgiewetenschap pas echt van de grond. Guéranger stond aan het begin van de heropleving en restauratie van het Gregoriaans. Juist binnen de door Guéranger hernieuwde benedictijnerorde (Solesmes) ontstond bij het begin van de twintigste eeuw de Liturgische Beweging.
In 2005 werd het proces ingezet dat kan leiden tot zijn zaligverklaring.